# وزلی
وزلی، روستایی از توابع بخش نوسود شهرستان پاوه در استان کرمانشاه است.

## جمعیت
این روستا در دهستان سیروان قرار دارد و براساس سرشماری مرکز آمار ایران در سال ۱۳93، جمعیت آن 170 نفر (41خانوار) بوده‌است.